# Andrea Gyarmati
Andrea Gyarmati (n. 15 aprilie 1954, Budapesta, Republica Populară Ungară) este o înotătoare maghiară, medaliată olimpică. A participat la 2 ediții ale Jocurilor Olimpice (1968, 1972) în care a câștigat o medalie de argint și o medalie de bronz.